# Bambini Forever
Bambini Forever är den italienska italo disco-duon Righeiras andra studioalbum, släppt den 23 juni 1986 via skivbolaget CGD.

## Låtlista
| 1.           | "We Wanna Be Punk" | Stefano Righi, Steve Piccolo                                           | 3:35  |
| 2.           | "3-D"              | Stefano Righi                                                          | 3:50  |
| 3.           | "Oasi in città"    | Stefano Righi, Stefano Rota, Michelangelo La Bionda, Carmelo La Bionda | 4:52  |
| 4.           | "She Was My Love"  | Stefano Righi, Stefano Rota, Steve Piccolo                             | 3:45  |
| 5.           | "Arruinado"        | Stefano Righi                                                          | 5:12  |
| Total längd: | Total längd:       | Total längd:                                                           | 21:14 |

| 1.           | "Italians a Go-Go"                   | Stefano Righi, Stefano Rota, Michelangelo La Bionda, Carmelo La Bionda, Sergio Conforti                      | 4:10  |
| 2.           | "Solo un minuto"                     | Stefano Righi, Sergio Conforti                                                                               | 3:02  |
| 3.           | "Bambini Forever"                    | Stefano Righi, Stefano Rota, Michelangelo La Bionda, Carmelo La Bionda                                       | 4:26  |
| 4.           | "Adelante"                           | Stefano Rota                                                                                                 | 3:47  |
| 5.           | "Innamoratissimo (The In Crowd Mix)" | Stefano Righi, Stefano Rota, Michelangelo La Bionda, Carmelo La Bionda, Sergio Conforti, Cristiano Minellono | 5:43  |
| Total längd: | Total längd:                         | Total längd:                                                                                                 | 21:08 |

## Medverkande
Källa: 
Righeira
- Johnson Righeira – sång och keyboard
- Michael Righeira – sång och keyboard

Övriga medverkande
- Curt Cress – trummor
- Peter Weahe – gitarr
- Sergio Conforti – keyboard, synt
- Matteo Fasolino – keyboard, synt
- Luca Orioli – keyboard, synt
- Marco Guarnerio – keyboard
- Dieter Petereit – elbas
- Guido Harari – fotografi
- Uli Rudolph – verkställande
- Michelangelo La Bionda – producent
- Carmelo La Bionda – producent
- Letizia Harari – design